# 岡山運転区
岡山運転区（おかやまうんてんく）は、岡山県岡山市北区にある西日本旅客鉄道（JR西日本）中国統括本部の運転士が所属する組織である。

## 歴史
- 1986年（昭和61年）11月1日：旧岡山電車区と岡山客貨車区の客車部門が統合され、岡山運転所として発足。岡山電車区岡山派出所・岡山西口派出所は、それぞれ岡山運転区岡山派出所・岡山西口派出所に、岡山客貨車区宇野派出所は岡山運転区宇野派出所になる[1]。
- 1987年（昭和62年）4月1日：国鉄分割民営化。岡山派出所・岡山西口派出所・宇野派出所が国鉄時代に引き続き岡山運転所内に設置される[2]。
- 1989年（平成元年）3月11日：岡山運転所岡山派出所から改称し、岡山運転区が発足[3]。